# Interferometri

Ljus som passerar igenom en Michelsons interferometer. De två ljusstrålarna med en gemensam källa kombineras vid den halvbestrukna spegeln. De kan antingen interferera konstruktivt (öka ljusets intensitet) om ljusvågorna är i fas, eller interferera destruktivt (minska ljusets intensitet) om de är ur fas – allt beroende på det exakta avståndet mellan de tre speglarna.

Interferometri är mätning av interferens mellan koherenta vågor från en och samma källa. Det finns ett stort antal sätt att göra detta på.
Relativ positionsbestämning är ett exempel på interferometri.

## Inom astronomin
Interferometri används inom astronomin för att öka upplösningen vid observationer. När det inte går att fortsätta öka storleken på teleskopspeglar, för att få bättre upplösning, så ger interferometern den önskade detaljskärpan. Observationsmetoden kombinerar ljuset som tas emot av två eller flera teleskop och låter dem fungera som en enda enhet med en spegeldiameter som motsvarar avståndet mellan teleskopen.
Europeiska sydobservatoriet, ESO (en. European Southern Observatory), har byggt Very Large Telescope (VLT), som består av fyra 8-metersteleskop och fyra 1,8-metersteleskop. 1,8-meters hjälpteleskopen kan flyttas mellan 30 olika stationer, och gör att teleskopen kan bilda grupper om två eller tre för att göra interferometriska mätningar. Ett komplext spegelsystem låter ljuset från de olika teleskopen transporteras till de astronomiska instrumenten där ljuset kombineras och behandlas. För enhetsteleskopen ger detta en spegeldiameter som motsvarar upp till 130 meter, och med hjälpteleskopen kan spegeldiametrar uppnås på upp till 200 meter. Detta innebär en upplösning som är upp till 25 gånger vad ett av VLT:s enhetsteleskop kan ge.
Det här ger astronomerna möjlighet att studera himlakroppar med tidigare oöverträffad upplösning. Det är möjligt att se detaljer på stjärnors yta. Med VLTI (Very Large Telescope Interferometer) har astronomerna kunnat ta de skarpaste bilderna någonsin av en stjärna, med en upplösning på endast 4 millibågsekunder. Detta motsvarar att se ett spik- eller skruvhuvud på 30 mils avstånd.